# Royal Blood/Diskografie
Diese Diskografie ist eine Übersicht über die musikalischen Werke der britischen Garage-/Bluesrock-Band Royal Blood. Den Schallplattenauszeichnungen zufolge hat sie bisher mehr als 3,5 Millionen Tonträger verkauft, davon alleine in ihrem Heimatland über drei Millionen. Ihre erfolgreichste Veröffentlichung ist das selbst betitelte Debütalbum mit über 670.000 verkauften Einheiten.

## Alben

### Studioalben
| Jahr | Titel Musiklabel                      | Höchstplatzierung, Gesamtwochen, AuszeichnungChartplatzierungen (Jahr, Titel, Musiklabel, Platzierungen, Wochen, Auszeichnungen, Anmerkungen) | Höchstplatzierung, Gesamtwochen, AuszeichnungChartplatzierungen (Jahr, Titel, Musiklabel, Platzierungen, Wochen, Auszeichnungen, Anmerkungen) | Höchstplatzierung, Gesamtwochen, AuszeichnungChartplatzierungen (Jahr, Titel, Musiklabel, Platzierungen, Wochen, Auszeichnungen, Anmerkungen) | Höchstplatzierung, Gesamtwochen, AuszeichnungChartplatzierungen (Jahr, Titel, Musiklabel, Platzierungen, Wochen, Auszeichnungen, Anmerkungen) | Höchstplatzierung, Gesamtwochen, AuszeichnungChartplatzierungen (Jahr, Titel, Musiklabel, Platzierungen, Wochen, Auszeichnungen, Anmerkungen) | Anmerkungen                                               |
| Jahr | Titel Musiklabel                      | DE | AT | CH | UK | US | Anmerkungen                                               |
| ---- | ------------------------------------- | --- | --- | --- | --- | --- | --------------------------------------------------------- |
| 2014 | Royal Blood Black Mammoth             | DE40 (3 Wo.)DE | AT24 (4 Wo.)AT | CH6 (21 Wo.)CH | UK1 ×2Doppelplatin · (98 Wo.)UK | US17 (7 Wo.)US | Erstveröffentlichung: 22. August 2014 Verkäufe: + 690.000 |
| 2017 | How Did We Get So Dark? Black Mammoth | DE17 (3 Wo.)DE | AT13 (2 Wo.)AT | CH4 (9 Wo.)CH | UK1 Gold · (36 Wo.)UK | US25 (2 Wo.)US | Erstveröffentlichung: 16. Juni 2017 Verkäufe: + 100.000   |
| 2021 | Typhoons Black Mammoth                | DE20 (2 Wo.)DE | AT17 (1 Wo.)AT | CH9 (3 Wo.)CH | UK1 Gold · (11 Wo.)UK | US48 (1 Wo.)US | Erstveröffentlichung: 30. April 2021 Verkäufe: + 100.000  |
| 2023 | Back to the Water Below Black Mammoth | DE38 (2 Wo.)DE | AT65 (1 Wo.)AT | CH9 (2 Wo.)CH | UK1 (2 Wo.)UK | — | Erstveröffentlichung: 1. September 2023                   |

### EPs
| Jahr | Titel Musiklabel               | Anmerkungen                         |
| ---- | ------------------------------ | ----------------------------------- |
| 2014 | Out of the Black Black Mammoth | Erstveröffentlichung: 11. März 2014 |
| 2014 | Spotify Sessions Black Mammoth | Erstveröffentlichung: 2. Juli 2014  |

## Singles

### Als Leadmusiker
| Jahr | Titel Album                                        | Höchstplatzierung, Gesamtwochen, AuszeichnungChartplatzierungen (Jahr, Titel, Album, Platzierungen, Wochen, Auszeichnungen, Anmerkungen) | Höchstplatzierung, Gesamtwochen, AuszeichnungChartplatzierungen (Jahr, Titel, Album, Platzierungen, Wochen, Auszeichnungen, Anmerkungen) | Höchstplatzierung, Gesamtwochen, AuszeichnungChartplatzierungen (Jahr, Titel, Album, Platzierungen, Wochen, Auszeichnungen, Anmerkungen) | Höchstplatzierung, Gesamtwochen, AuszeichnungChartplatzierungen (Jahr, Titel, Album, Platzierungen, Wochen, Auszeichnungen, Anmerkungen) | Höchstplatzierung, Gesamtwochen, AuszeichnungChartplatzierungen (Jahr, Titel, Album, Platzierungen, Wochen, Auszeichnungen, Anmerkungen) | Anmerkungen                                                  |
| Jahr | Titel Album                                        | DE | AT | CH | UK | Rock | Anmerkungen                                                  |
| --- | -------------------------------------------------- | --- | --- | --- | --- | --- | ------------------------------------------------------------ |
| 2013 | Out of the Black Royal Blood                       | — | — | — | UK78 Gold · (2 Wo.)UK | Rock47 (3 Wo.)Rock | Erstveröffentlichung: 22. November 2013 Verkäufe: + 440.000  |
| 2014 | Little Monster Royal Blood                         | — | — | — | UK74 Gold · (4 Wo.)UK | Rock33 (8 Wo.)Rock | Erstveröffentlichung: 10. Februar 2014 Verkäufe: + 440.000   |
| 2014 | Come On Over Royal Blood                           | — | — | — | UK68 Silber · (1 Wo.)UK | — | Erstveröffentlichung: 21. April 2014 Verkäufe: + 200.000     |
| 2014 | Figure It Out Royal Blood                          | — | — | — | UK43 Platin · (8 Wo.)UK | Rock18 (20 Wo.)Rock | Erstveröffentlichung: 18. August 2014 Verkäufe: + 680.000    |
| 2014 | Ten Tonne Skeleton Royal Blood                     | — | — | — | UK— SilberUK | — | Erstveröffentlichung: 1. Dezember 2014 Verkäufe: + 200.000   |
| 2017 | Lights Out How Did We Get So Dark?                 | — | — | — | UK96 Silber · (2 Wo.)UK | Rock28 (19 Wo.)Rock | Erstveröffentlichung: 13. April 2017 Verkäufe: + 240.000     |
| 2017 | I Only Lie When I Love You How Did We Get So Dark? | — | — | — | UK— SilberUK | Rock19 (16 Wo.)Rock | Erstveröffentlichung: 8. Juni 2017 Verkäufe: + 200.000       |
| 2020 | Trouble’s Coming Typhoons                          | — | — | — | UK46 Silber · (3 Wo.)UK | Rock35 (11 Wo.)Rock | Erstveröffentlichung: 25. September 2020 Verkäufe: + 240.000 |
| 2021 | Typhoons                                           | — | — | — | UK63 (2 Wo.)UK | — | Erstveröffentlichung: 21. Januar 2021                        |
| Folgende Lieder erschienen nicht als Single, wurden aber durch das Album zum Download und Streaming bereitgestellt und konnten somit eine Platzierung erlangen: |                                                    | | | | | |                                                              |
| |                                                    | | | | | |                                                              |
| 2021 | Oblivion Typhoons                                  | — | — | — | UK72 (1 Wo.)UK | — |                                                              |

Weitere Singles
- 2015: Where Are You Now?
- 2017: Hook, Line & Sinker
- 2017: How Did We Get So Dark?
- 2017: She’s Creeping
- 2017: Don’t Tell
- 2017: Sleep
- 2018: Hole in Your Heart
- 2018: Look Like You Know
- 2021: Limbo
- 2021: Boilermaker
- 2022: Honeybrains
- 2023: Mountains at Midnight
- 2023: Pull Me Through

### Beiträge für Kompilationen
- 2021: Sad but True auf The Metallica Blacklist

## Musikvideos
- 2013: Out of the Black (Version 1)
- 2014: Little Monster
- 2014: Come On Over
- 2014: Figure It Out
- 2014: Ten Tonne Skeleton
- 2015: Out of the Black (Version 2)
- 2017: Lights Out
- 2017: Hook, Line & Sinker
- 2017: I Only Lie When I Love You
- 2017: I Only Lie When I Love You (live)
- 2017: How Did We Get So Dark?
- 2018: Look Like You Know
- 2020: Trouble’s Coming
- 2021: Typhoons
- 2021: Limbo
- 2021: Boilermaker
- 2021: Oblivion
- 2021: Hold On
- 2021: All We Have Is Now
- 2022: Honeybrains
- 2023: Mountains at Midnight
- 2023: Pull Me Through

## Statistik

### Chartauswertung
|                     | DE    | AT    | CH    | UK    | US    |
| ------------------- | ----- | ----- | ----- | ----- | ----- |
| Nummer-eins-Alben   | DE—DE | AT—AT | CH—CH | UK4UK | US—US |
| Top-10-Alben        | DE—DE | AT—AT | CH4CH | UK4UK | US—US |
| Alben in den Charts | DE4DE | AT4AT | CH4CH | UK4UK | US3US |

|                       | DE    | AT    | CH    | UK    | Rock      |
| --------------------- | ----- | ----- | ----- | ----- | --------- |
| Nummer-eins-Singles   | DE—DE | AT—AT | CH—CH | UK—UK | Rock—Rock |
| Top-10-Singles        | DE—DE | AT—AT | CH—CH | UK—UK | Rock—Rock |
| Singles in den Charts | DE—DE | AT—AT | CH—CH | UK6UK | Rock6Rock |

### Auszeichnungen für Musikverkäufe
| Goldene Schallplatte - Australien - 2017: für das Album Royal Blood - Kanada - 2016: für das Album Royal Blood - 2023: für die Single Lights Out - 2023: für die Single Little Monster - 2023: für die Single Out of the Black - 2023: für die Single Trouble’s Coming | Platin-Schallplatte - Kanada - 2023: für die Single Figure It Out - Neuseeland - 2023: für das Album Royal Blood |

Anmerkung: Auszeichnungen in Ländern aus den Charttabellen bzw. Chartboxen sind in ebendiesen zu finden.
| Land/RegionAuszeichnungen für Musikverkäufe (Land/Region, Auszeichnungen, Verkäufe, Quellen) | Silber     | Gold       | Platin     | Verkäufe  | Quellen          |
| -------------------------------------------------------------------------------------------- | ---------- | ---------- | ---------- | --------- | ---------------- |
| Australien (ARIA)                                                                            | —          | Gold1      | —          | 35.000    | aria.com.au      |
| Kanada (MC)                                                                                  | —          | 5× Gold5   | Platin1    | 280.000   | musiccanada.com  |
| Neuseeland (RMNZ)                                                                            | —          | —          | Platin1    | 15.000    | radioscope.co.nz |
| Vereinigtes Königreich (BPI)                                                                 | 5× Silber5 | 4× Gold4   | 3× Platin3 | 3.200.000 | bpi.co.uk        |
| Insgesamt                                                                                    | 5× Silber5 | 10× Gold10 | 5× Platin5 |           |                  |